# Пођо (Ливорно)
Пођо је насеље у Италији у округу Ливорно, региону Тоскана.
Према процени из 2011. у насељу је живело 241 становника. Насеље се налази на надморској висини од 322 м.